# Susanne Bier
Susanne Bier (Copenhaguen, 15 d'abril de 1960) és una directora de cinema i guionista danesa. És coneguda per haver dirigit el film guanyador de l'Oscar a la millor pel·lícula de parla no anglesa En un món millor (2010), i també Efter brylluppet (2006) (nominada a l'Oscar l'any 2007) i Brødre (2004). Va formar part del moviment Dogma 95 dirigint la pel·lícula Elsker Dig For Evigt l'any 2002.

## Trajectòria
Bier va estudiar Arquitectura i Art a l'Acadèmia Bezalel d'Arts i Disseny a Jerusalem abans de cursar direcció fílmica a l'Escola Nacional de Cinema de Dinamarca on es va graduar l'any 1987. De Saliges (1987), va ser la pel·lícula de graduació de Bier, que va ser guardonada amb el primer premi al Festival de Cinema Escolar de Múnic i subsegüentment distribuït per Canal Quatre.
Els seus primers films van trobar l'èxit immediat a Dinamarca, sent el seu primer èxit comercial la comèdia romàntica Den eneste ene, una comèdia sobre la fragilitat de la vida, realitzada l'any 1999. Aquest film va guanyar diversos premis danesos i va ser la pel·lícula que més diners va recaptar a Dinamarca durant la dècada dels 90.
Un film de temàtica diferent va ser Elsker dig for evigt (2002), que li va donar a Bier l'atenció internacional, aquest film escrit conjuntament amb Anders Thomas Jensen, es va fer sota les directrius del moviment Dogma 95, influenciat per un minimalisme estètic que li va donar el Premi Internacional de la Crítica al Festival Internacional de Toronto.
A partir d'aquest film, les seves pel·lícules van aconseguir més repercussió i premis, com Brødre(2004) o Efter Brylluppet (2006), la qual va ser nominada l'any 2007 a l'Oscar a Millor pel·lícula de parla no anglesa. Després d'aquest film, va fer la seva primera pel·lícula americana, Things We Lost in the Fire (2008) protagonitzada per Benicio del Toro i Halle Berry. L'any 2011, Bier va guanyar l'Oscar a la millor pel·lícula de parla no anglesa per En un món millor (2010).
L'any 2013 va ser membre del jurat a la 63a edició del Festival Internacional de Cinema de Berlín.

## Filmografia
- Freud flytter hjemmefra... (1991)
- Brev til Jonas (1992)
- Luischen (telefilm) (1993)
- Det bli'r i familien (1993)
- Pensionat Oskar (1995)
- Sekten (1997)
- Den eneste ene (1999)
- Livet är en schlager (2000)
- Elsker dig for evigt (2002)
- Brødre (2004)
- Efter brylluppet (2006)
- Things We Lost in the Fire (2007)
- En un món millor (Hævnen) (2010)[9]
- Amor és tot el que necessites (Den skaldede frisør) (2012)
- Serena (I) (2014)
- En chance til (2014)
- The Night Manager (2016, minisèrie)

## Premis i nominacions
- Premis del Cinema Europeu
  - 2013: Millor comèdia per Amor és tot el que necessites
  - 2011: Millor direcció per En un món millor
  - 2006: Nominació a millor direcció per Efter brylluppet
  - 2005: Nominació a millor direcció per Brødre

- Festival Internacional de Cinema de Sant Sebastià
  - 2014: Premi SIGNIS per En chance til
  - 2014: Nominació a la Conquilla d'Or per En chance til
  - 2004: Nominació a la Conquilla d'Or per Brødre
  - 2002: Nominació a la Conquilla d'Or per Elsker dig for evigt

- Festival de Cinema de Sundance 
  - 2005: Premi del públic (World Cinema - Drama) per Brødre<
  - 2005: Nominació al Gran Premi del Jurat (World Cinema - Drama) per Brødre

- Festival Internacional de Cinema de Toronto
  - 2002: Premi de la crítica internacional (FIPRESCI) per Elsker dig for evigt